# Julie K. Brown
Julie K. Brown (* 1961 oder 1962) ist eine US-amerikanische investigative Journalistin. Sie arbeitet für den Miami Herald. Bekanntheit erlangte Brown durch ihre Reportage zum Sex- und Menschenhandelsring um den Sexualstraftäter und Millionär Jeffrey Epstein.

## Kindheit und Karriere
Brown wuchs als Kind einer Alleinerziehenden in der Nähe von Philadelphia auf. Sie zog mit 16 von zu Hause aus und hielt sich mit einfachen Jobs über Wasser, bis sie sich selbst das Studium finanzieren konnte. Sie schloss das Journalismusstudium an der Temple University 1987 magna cum laude ab.
Nach ihrem Abschluss arbeitete sie zuerst als Journalistin für die Philadelphia Daily News, bevor sie 2000 zum Miami Herald wechselte.
Infolge einer Reportage von Brown wurde der Prozess zu sexuellem Missbrauch und Menschenhandel um Jeffrey Epstein 2019 wieder aufgenommen. Nachdem Epstein im Juli 2019 festgenommen wurde, schrieb Brown auf Twitter: „Die wahren Helden dieser Geschichte sind die tapferen Opfer, die sich ihrer Angst stellten und ihre Geschichten erzählten.“ Ihre Artikel, die unter der Gesamtüberschrift Perversion of Justice veröffentlicht wurden, wurden viel auf sozialen Medien geteilt. The Colombia Journalism Review schrieb auf Twitter: „Dies ist, was passiert, wenn ein Journalist sich weigert eine Geschichte aufzugeben.“ Der New Yorker Bundesanwalt Geoffrey Berman sagte auf einer Pressekonferenz, die Arbeit seines Teams sei durch exzellenten investigativen Journalismus unterstützt worden.

## Auszeichnungen
- George Polk Award 2014 in der Kategorie Justizberichterstattung
- George Polk Award 2018 in der Kategorie Justizberichterstattung[1]
- The Sidney Award 2018[6]

## Werke
- Perversion of Justice: The Jeffrey Epstein Story. HarperCollins Publishers, 2021, ISBN 978-0063000582.